# Буртниекс
Бу́ртниекс (латыш. Burtnieks), ранее также Бу́ртниеку (латыш. Burtnieku ezers, Burtnieka ezers); историческое русское название Буртнек) — озеро в Латвии, четвёртое по величине озеро в стране. Площадь поверхности — 40 км². Высота над уровнем моря — 39,5 м.
Озеро мелководное, средняя глубина составляет всего 2,2 метра. Дно озера в основном песчаное. В юго-восточной части озера берег скалистый, из песчаника. На озере есть три острова, общей площадью 14 000 м².
Озеро находится полностью в пределах Северовидземского биосферного заповедника. В озеро впадают ряд небольших рек, берущих начало в Латвии и Эстонии: Аунупите, Бауньупите, Бриеде, Дуре, Эйкинупе, Озолиньупите, Розас-упе, Руя, Седа и другие. Из озера вытекает река Салаца, впадающая в Рижский залив.
По берегам озера находится несколько небольших населённых пунктов, крупнейшим из которых является село Буртниеки.
На могильнике Звейниеки, расположенном на северном берегу озера в устье реки Руя, обнаружены захоронения эпохи мезолита и неолита.